# Скаларно поле
Скаларното поле е функция със скаларна стойност, дефинирана за всяка точка от дадено пространство. Стойността на функцията може да бъде както число, така и физична величина. Скаларните полета намират широко приложение във физиката. Например, по този начин могат да се моделират разпределението на температурата в даден обем или разпределението на налягането във флуид. Скаларните полета са предмет на изследване на теорията на скаларното поле.